# Idu-mishmi
L’idu-mishmi est une langue tibéto-birmane parlée par les Idu Mishmi dans les districts de la vallée du Haut Dibang, de la vallée du bas Dibang, de Lohit, du Siang oriental, du haut Siang dans l’État de l’Arunachal Pradesh en Inde et dans le xian de Zayü dans la région autonome du Tibet en Chine.